# Guardia di sicurezza privata
Una guardia di sicurezza privata è una persona che opera nel campo della sicurezza e della vigilanza privata.

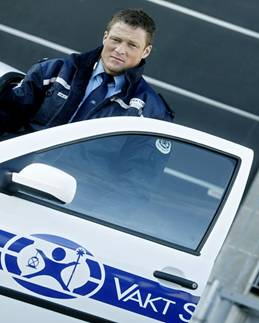
Guardia privata in servizio in Norvegia.

## Storia
In origine i vigiles erano soldati assegnati alla guardia dell'antica città di Roma, spesso accreditati come l'origine dei servizi di sicurezza e di polizia, sebbene il loro ruolo principale fosse simile a quello di vigile del fuoco.
A partire dal Medioevo grande diffusione ebbe il fenomeno delle ronde cittadine. Ci sono state poi le guardie notturne fin dall'inizio del Medioevo in Europa; nel continente il termine guardia era comunemente applicato a questa funzione.

## Caratteristiche generali

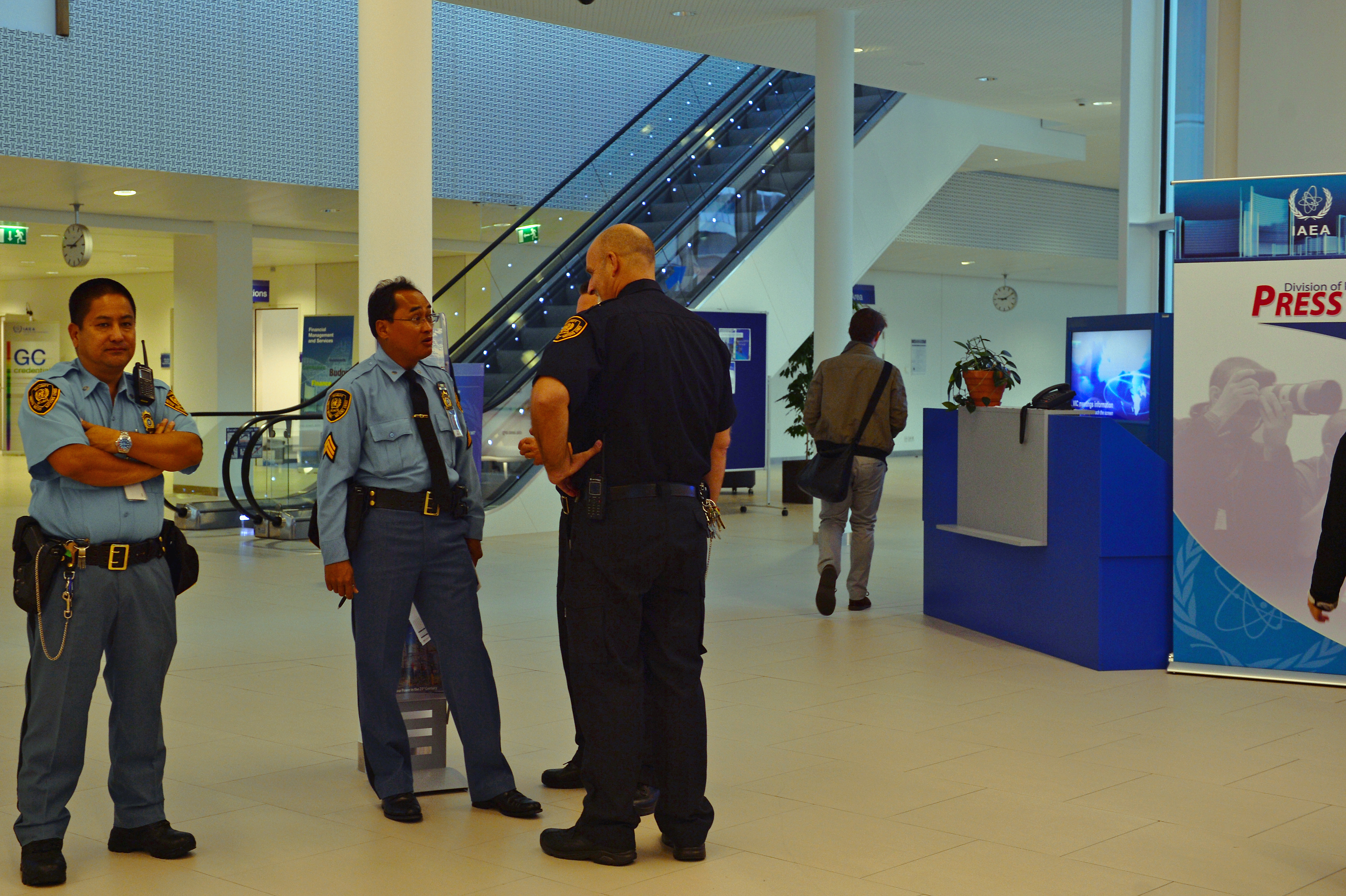
Guardie di sicurezza privata durante la conferenza generale dell'Agenzia internazionale per l'energia atomica nel 2013 a Vienna (Austria).

La figura comprende diverse figure di lavoratori dipendenti, benché talvolta l'attività possa essere esercitata in forma autonoma, secondo quanto previsto e disciplinato dalla legge nei diversi Stati del mondo. Possono essere ingaggiati da enti o persone ed operano nel campo della sicurezza, come ad esempio nella prevenzione di rischi derivati da incendio, disastro naturale o per la gestione della funzionalità e dei protocolli di emergenza di siti fisici, oppure alla tutela di persone e/o beni. In quest'ultimo caso possono svolgere attività di sorveglianza e vigilanza sul posto, costituendo un deterrente ad eventuali reati oppure possono effettuare attività di controllo, attraverso regolari pattugliamenti, in aree specificamente a loro assegnate, o con l'utilizzo di sistemi di videosorveglianza, al fine di effettuare eventuali segnalazioni di reati - che siano tentati, consumati o in corso - alle forze di polizia competenti.

## Funzioni e doveri
Le guardie vengono generalmente destinate al controllo dell'accesso alle entrate di edifici, palazzi e complessi edilizi o come funzione di scorta a furgoni portavalori. Ove richiesto possono essere chiamate a rispondere a situazioni di emergenza e assistere nelle altri operatori di sicurezza sulla scena di eventuali incidenti, a documentare l'accaduto attraverso un rapporto, e provvedere al pattugliamento e alla vigilanza di certi obiettivi nonché, ove la legge lo preveda, ad effettuare un arresto solo in specifici casi previsti dalle norme. Possono essere addestrate all'espletamento di pratiche di difesa personale, per le perquisizioni, per operare con equipaggiamenti per le emergenze, per attività di primo soccorso, ed effettuare altre operazioni richieste dall'incarico affidato.
Con il diffondersi di atti ascrivibili ad organizzazioni terroristiche internazionali, si è diffusa la necessità di fornire a tali soggetti addestramento più approfondito e specifico, come ad esempio il disinnesco di ordigni e per affrontare crisi e/o situazioni di emergenza, specialmente quelle utilizzate nei cosiddetti obiettivi secondari quali centri commerciali, scuole, e ogni altra area ove solitamente c'è maggiore concentrazione di persone.

## Nel mondo
Sono utilizzate in tutti gli Stati del mondo. Nei paesi in via di sviluppo, nel rispetto delle eventuali disposizioni di legge, generalmente operano soggetti che lavorano nel campo della sicurezza armata, composta frequentemente da ex personale militare è spesso utilizzata per la protezione e sorveglianza armata di proprietà aziendali, particolarmente nelle zone di guerra.

### Italia
La legge italiana prevede una disciplina specifica solo per la guardia particolare giurata (GPG), che generalmente opera per conto di istituti di vigilanza.
Con il decreto del Ministero dell'Interno 6 ottobre 2009 è stata inoltre normata la professione e l'attività buttafuori, che in precedenza non aveva una disciplina specifica. Gli operatori di sicurezza privata dispongono di un CCNL, firmato dalle associazioni di categoria, per la prima volta nel 2011, e successivamente rinnovato in data 17 aprile 2014, e il 6 dicembre 2024, il nuovo CCNL codice CNEL HV40 prevede l'inquadramento anche degli Ausiliari alla Sicurezza UNI 11926:2023 e UNI 11925:2023.
Il decreto del Ministero dell'Interno 28 dicembre 2012, n. 266 ha introdotto per la prima volta la possibilità di privati (il decreto parla di guardie giurate) su navi mercantili italiane, a tutela dell'imbarcazione stessa e del carico trasportato. Vengono inoltre disciplinate le modalità di detenzione e trasporto delle armi sia a bordo della nave sia sulla terraferma.

### Regno Unito
Per lavorare come guardia privata occorre essere in possesso di una licenza rilasciata dalla Security Industry Authority; tra i requisiti necessari vi sono il raggiungimento della maggiore età, ottima conoscenza della lingua inglese e l'assenza di condanne per taluni reati. La licenza ha durata di tre anni, dopodiché dovrà essere rinnovata e consente di lavorare anche come buttafuori, guardia del corpo o investigatore privato.

### Stati Uniti d'America
La maggior parte degli Stati federati degli Stati Uniti d'America richiedono una licenza per lavorare come una guardia di sicurezza. Questa licenza talvolta richiede la presentazione della fedina penale e di corsi di addestramento. La maggior parte delle guardie di sicurezza non sono abilitate al porto d'armi ed hanno gli stessi poteri di arresto dei privati cittadini. Se abilitate al porto d'arma, sono richiesti ulteriori attestati e certificati di addestramento. Personale di sicurezza armato è generalmente utilizzato per proteggere obiettivi sensibili quali installazioni governative e militari, trasporto valori, banche, impianti nucleari.
Il sindacato che le rappresenta a livello federale è lo United Government Security Officers of America nato nel 1992.